# 食品まつり
食品まつり（しょくひんまつり）は、日本の音楽家。英語ではFoodman（フードマン）として知られる。本名は樋口 貴英（ひぐち たかひで）。名古屋市在住。

## 経歴
2012年にニューヨークの〈Orange Milk〉よりリリースしたデビュー作『Shokuhin』を皮切りに〈Mad decent〉や〈Palto Flats〉など国内外の様々なレーベルからリリースを重ね、その後のワールドツアーではUnsound、Boiler Room、Low End Theoryに出演。2021年7月にUKのレーベル 〈Hyperdub〉から最新アルバム『Yasuragi land』をリリースした。
アルバムはPitchforkの「The Best Electronic Music of 2021」やMusic Magazine、ele-kingなど国内外のメディアの年間ベストに選ばれた。ロンドンのラジオ局〈NTS Radio〉のレジテントも担当している。
Bo NingenのTaigen Kawabeとのユニット「KISEKI」、中原昌也とのユニット「食中毒センター」ナカコー（ex.supercar LAMA）、沼澤尚とのセッションユニットや、くろやなぎてっぺい、ファストボーイ、シシヤマザキ、佐藤ねじ、光戦士からなるファストカルチャー系ユニット「1980YEN」としても活動。

## ディスコグラフィー

### アルバム
- Shokuhin（2012 Orange milk）
- Iroiro（2013 Digitalis recordings）
- Are Kore（2013 DUBLIMINAL BOUNCE）
- Drum Desu（2014 NOUMENAL LOOM）
- Couldwork（2015 Meltingbot）
- Ez minzoku（2016 Orange milk）
- Aru otoko no densetsu（2018 Sun ark）
- Yasuragi Land（2021 Hyperdub）

### EP
- Oiss EP（2014 Бh §†）
- Doguu EP（2014 Sound of romances）
- Moriyama（2018 Palto flats）
- ODOODO（2019 Mad decent）
- Dokutsu（2020 Highball records）

### シングル
- Robo Taiko（2016 Good enuff）
- Sonzai mondai（2016 Good enuff）
- Thicket（2016 Good enuff）
- Sore kei（2016 Good enuff）
- Oyaji Voce（2016 Good enuff）
- Island Christmas（2017 Mad decent）

### リミックス
- Pillow Person - On Your Way（2016 Moshi Moshi recoads）
- Palm - Dog Milk（2018 Carpark Records）
- NTsKi - 1992（2018 self release）
- フルカワミキ÷ユザーン - B&G（2018 HMV record）
- Homeshake - Nothing Could Be Better（2019 SINDERLYN）
- Howie lee - Enter the Tigerwoods（2019 Do hits）
- Bo ningen - B.C.（2020 Alcopop! Records）
- D.A.N. - Elephant（2020 BAYON PRODUCTION）
- Jessy Lanza - Alexander（Hyperdub）
- Omega Sapien - Serenade for Mrs.Jeon（2022 Balming Tiger）
- Sen Morimoto - Nothing Isn't Very Cool（2022 Sooper Records）

### プロデュース
- 泉まくら - Lullaby（2015 術ノ穴）
- NATURE DANGER GANG - Pocket Jupiter（2015 Omochi recoad）
- あっこゴリラ - 電光石火（2017 2.5D）
- あっこゴリラ - 超普通（2019 Sony）

### コラボレーション
- 七尾旅人 - Juke for Teleport Nation feat.boogie mann,食品まつり a.k.a foodman（2015 felicity）